# Biatlon na Zimskih olimpijskih igrah 1988
Biatlon na Zimskih olimpijskih igrah 1988.

## Moški

### 10 km šprint
| Poz | Biatlonec           | Čas     |
| --- | ------------------- | ------- |
| 1   | Frank-Peter Roetsch | 25:08,1 |
| 2   | Valerij Medvedcev   | 25:23,7 |
| 3   | Sergej Čepikov      | 25:29,4 |
| 4   | Birk Anders         | 25:51,8 |
| 5   | André Sehmisch      | 25:52,3 |
| 6   | Frank Luck          | 25:57,6 |
| 7   | Tapio Piipponen     | 26:02,7 |
| 8   | Johann Passler      | 26:07,7 |

### 20 km posamično
| Poz | Biatlonec           | Čas     |
| --- | ------------------- | ------- |
| 1   | Frank-Peter Roetsch | 56:33,3 |
| 2   | Valerij Medvedcev   | 56:54,6 |
| 3   | Johann Passler      | 57:10,1 |
| 4   | Sergej Čepikov      | 57:17,5 |
| 5   | Jurij Kačkarov      | 57:43,1 |
| 6   | Eirik Kvalfoss      | 57:54,6 |
| 7   | André Sehmisch      | 58:11,4 |
| 8   | Tapio Piipponen     | 58:18,3 |

### 4 x 7,5 km štafeta
| Poz | Reprezentanca                                                                            | Čas       |
| --- | ---------------------------------------------------------------------------------------- | --------- |
| 1   | Sovjetska zveza (Dimitrij Vasiljev, Sergej Čepikov, Aleksander Popov, Valerij Medvedcev) | 1:22:30,0 |
| 2   | Zahodna Nemčija (Ernst Reiter, Stefan Höck, Peter Angerer, Fritz Fischer)                | 1:23:37,4 |
| 3   | Italija (Werner Kiem, Gottlieb Taschler, Johann Passler, Andreas Zingerle)               | 1:23:51,5 |
| 4   | Avstrija (Anton Lengauer-Stockner, Bruno Hofstätter, Franz Schuler, Alfred Eder)         | 1:24:17,6 |
| 5   | Vzhodna Nemčija (Jürgen Wirth, Frank-Peter Roetsch, Matthias Jacob, André Sehmisch)      | 1:24:28,4 |
| 6   | Norveška (Geir Einang, Frode Løberg, Gisle Fenne, Eirik Kvalfoss)                        | 1:25:57,0 |
| 7   | Švedska (Peter Sjöden, Mikael Löfgren, Roger Westling, Leif Andersson)                   | 1:29:11,9 |
| 8   | Bolgarija (Vasil Bojilov, Vladimir Velitčkov, Krasimir Videnov, Hristo Vodenitčarov)     | 1:29:24,9 |